# Veauche
Veauche – miejscowość i gmina we Francji, w regionie Owernia-Rodan-Alpy, w departamencie Loara.
Według danych na rok 1990 gminę zamieszkiwały 7282 osoby, a gęstość zaludnienia wynosiła 700 osób/km² (wśród 2880 gmin regionu Rodan-Alpy Veauche plasuje się na 108. miejscu pod względem liczby ludności, natomiast pod względem powierzchni na miejscu 1092.).

## Galeria

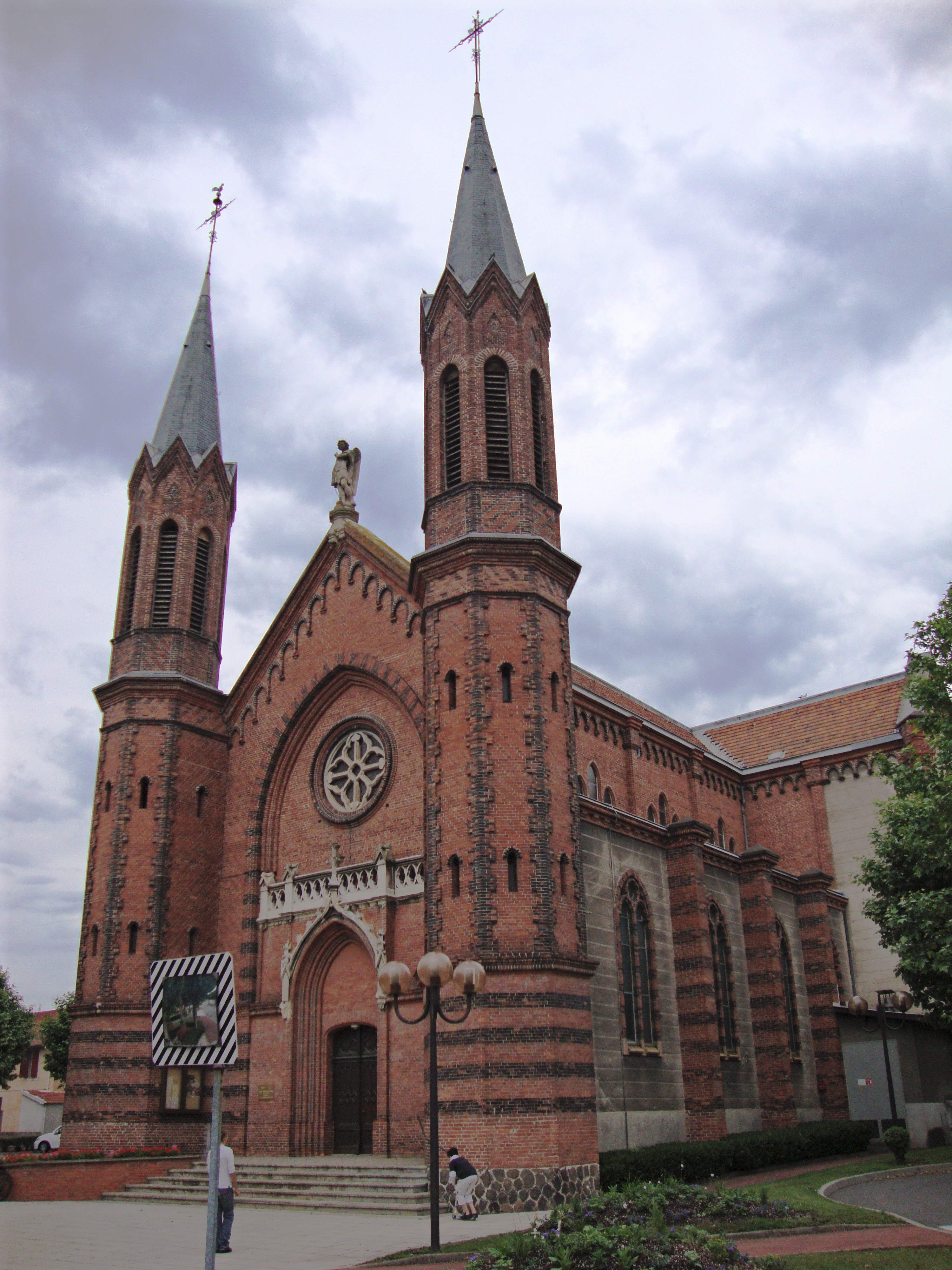
Kościół w Veauche, 2010
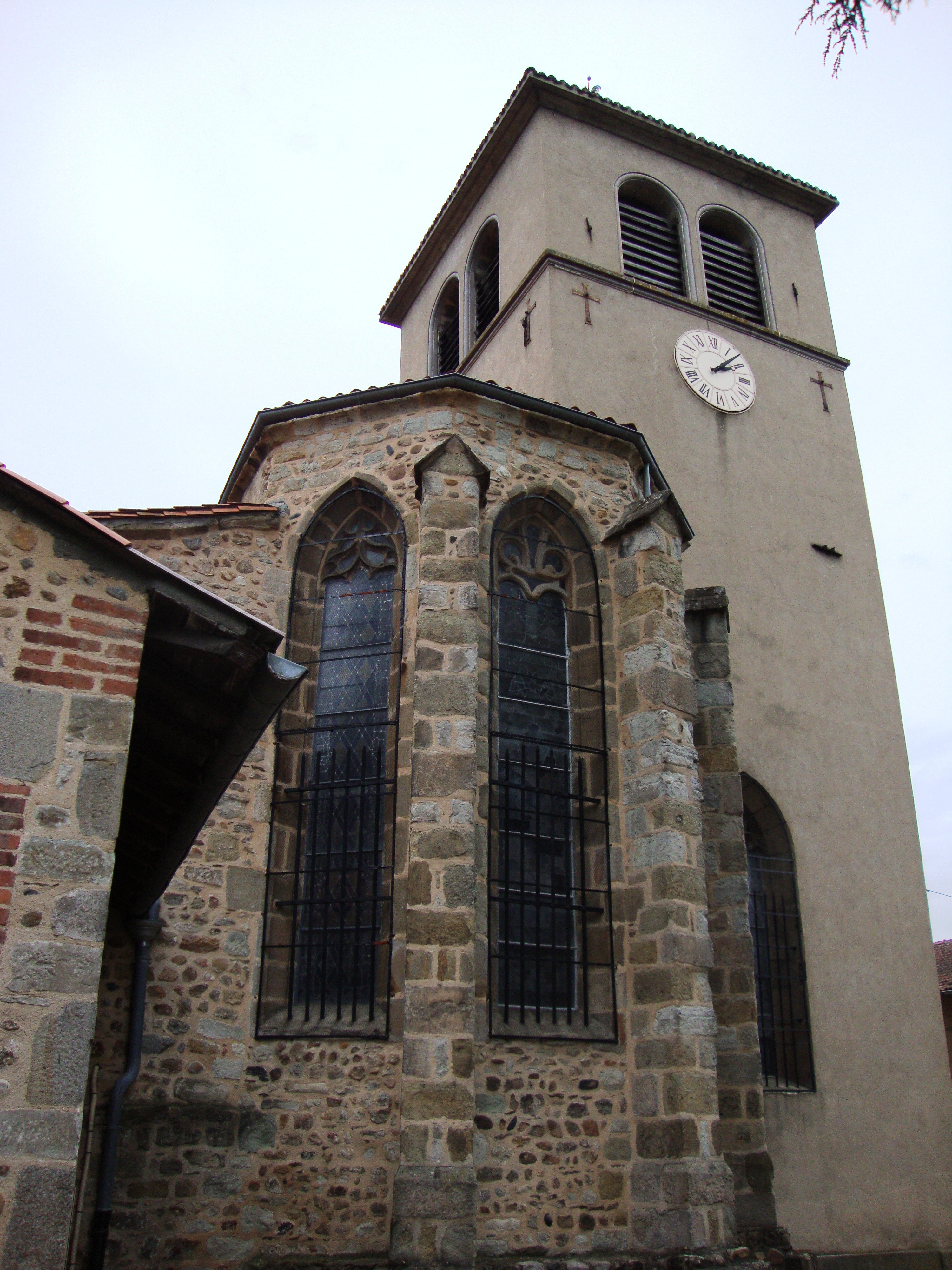
Kościół w Veauche, 2010
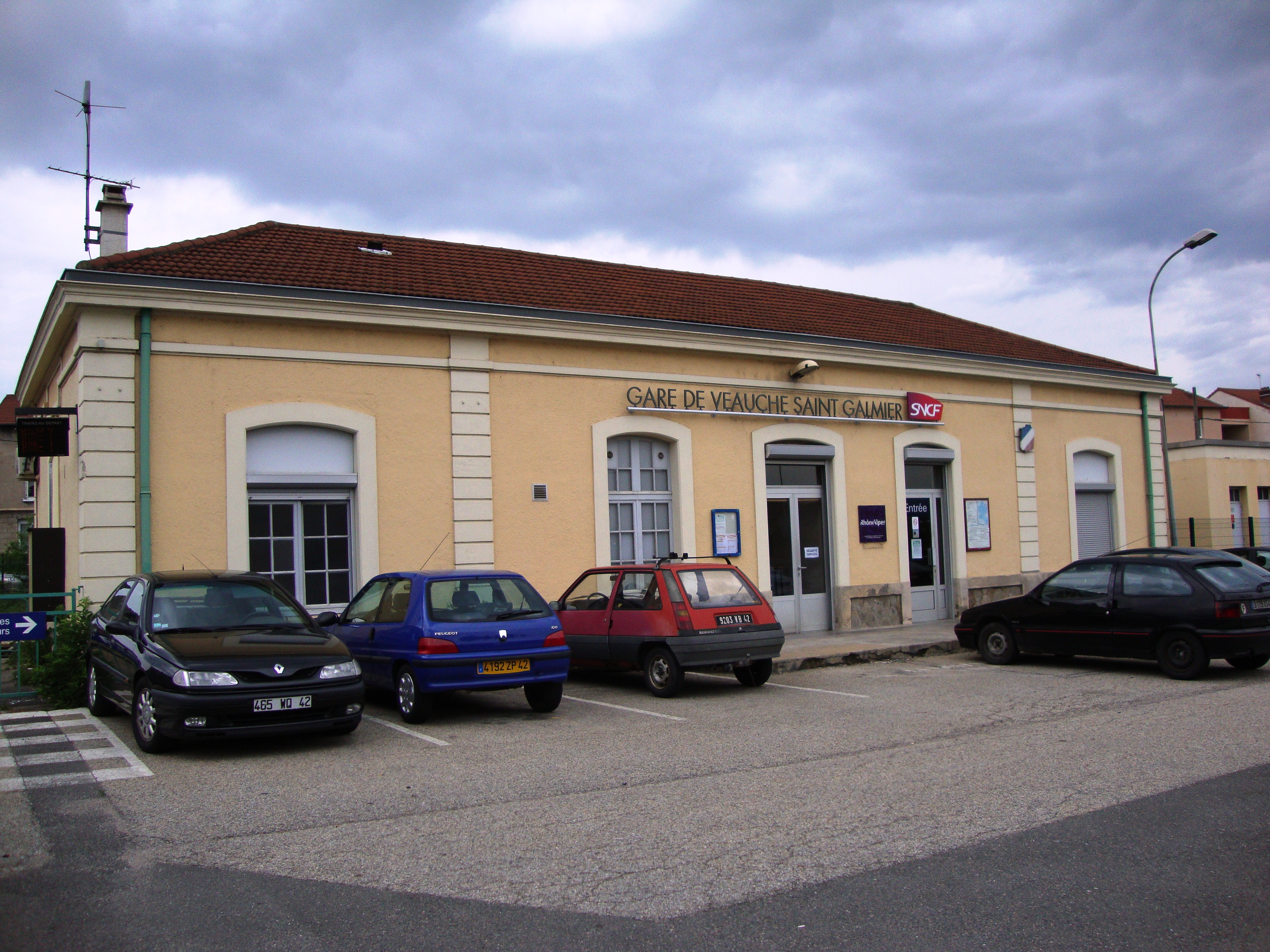
Dworzec kolejowy w Veauche, 2010